# أشلي كوندون
أشلي كوندون هي كاتبة غنائية ومغنية كندية، ولدت في 26 مارس 1982 في Pictou ‏ في كندا.

## وصلات خارجية
- أشلي كوندون على موقع ميوزك برينز (الإنجليزية)
- الموقع الرسمي